# Giovanni Federico del Palatinato-Sulzbach-Hilpoltstein
Giovanni Federico del Palatinato-Neuburg (Neuburg, 23 agosto 1587 – Hilpoltstein, 19 ottobre 1644) è stato un nobile tedesco.

## Biografia
Era figlio di Filippo Luigi del Palatinato-Neuburg e di Anna di Jülich-Kleve-Berg.
Alla morte del padre Filippo Luigi nel 1614, i suoi fratelli maggiori Volfango Guglielmo del Palatinato-Neuburg e Augusto del Palatinato-Neuburg si spartirono i territori paterni lasciando a Giovanni Federico, che era il loro fratello maschio più piccolo, il governo delle città di Hilpoltstein, Heideck e Allersberg.
Sposò a Darmstadt nel 1624 Sofia Agnese d'Assia-Darmstadt (Darmstadt, 1604-Hilpoltstein, 1664) andando a vivere a Hilpoltstein. Ivi Sofia Agnese diede alla luce tutti i loro figli.
Nacquero in tutto otto figli ma nessuno di loro riuscì a raggiungere l'età adulta e morirono nella prima infanzia. Morì quindi senza discendenti nel 1644 e venne sepolto a Lauingen.
I suoi fratelli invece riuscirono a mettere al mondo una prole che sopravvisse ai padri: Wolfang infatti continuò il ramo del Palatinato-Neuburg, mentre Augusto diede vita a quello del Palatinato-Sulzbach.

## Discendenza
Giovanni Federico e Sofia Agnese ebbero otto figli:
- Filippo Luigi (Hilpoltstein, 26 febbraio 1629-Hilpoltstein, 8 agosto 1632), a cui venne dato il nome del nonno paterno;
- Giovanni Federico (Hilpoltstein, 25 marzo 1630-Hilpoltstein, 22 maggio 1630);
- Anna Luisa (Hilpoltstein, 11 ottobre 1626-Hilpoltstein, 23 febbraio 1627);
- Maria Maddalena (Hilpoltstein, 27 febbraio 1628-Hilpoltstein, 17 giugno 1629);
- una bambina (22 aprile 1631), morta subito dopo la nascita;
- Maria Eleonora (Hilpoltstein, 28 marzo 1632-Hilpoltstein, 23 novembre 1632);
- Giovanna Sofia (Hilpoltstein, 2 settembre 1635-Hilpoltstein, 19 agosto 1636);
- Anna Maddalena (Hilpoltstein, 5 marzo 1638-Hilpoltstein, 29 luglio 1638).

## Ascendenza
|                                                        |                       |                                    | Genitori                          |  |  | Nonni |  |  | Bisnonni                            |  |  | Trisnonni                             |  |
|                                                        |                       |                                    |                                   |  |  |       |  |  | Luigi II del Palatinato-Zweibrücken |  |  | Alessandro del Palatinato-Zweibrücken |  |
|                                                        |                       |                                    |                                   |  |  |       |  |  | Luigi II del Palatinato-Zweibrücken |  |  | Alessandro del Palatinato-Zweibrücken |  |
|                                                        |                       | Margherita di Hohenlohe-Neuenstein |                                   |  |  |       |  |  | Luigi II del Palatinato-Zweibrücken |  |  |                                       |  |
| Volfango del Palatinato-Zweibrücken                    |                       |                                    |                                   |  |  |       |  |  | Luigi II del Palatinato-Zweibrücken |  |  |                                       |  |
|                                                        |                       | Elisabetta d'Assia                 | Guglielmo I d'Assia               |  |  |       |  |  |                                     |  |  |                                       |  |
|                                                        |                       | Elisabetta d'Assia                 | Guglielmo I d'Assia               |  |  |       |  |  |                                     |  |  |                                       |  |
|                                                        |                       | Elisabetta d'Assia                 | Anna di Braunschweig-Wolfenbüttel |  |  |       |  |  |                                     |  |  |                                       |  |
| Filippo Luigi del Palatinato-Neuburg                   |                       | Elisabetta d'Assia                 |                                   |  |  |       |  |  |                                     |  |  |                                       |  |
|                                                        |                       | Filippo I d'Assia                  | Guglielmo II d'Assia              |  |  |       |  |  |                                     |  |  |                                       |  |
|                                                        |                       | Filippo I d'Assia                  | Guglielmo II d'Assia              |  |  |       |  |  |                                     |  |  |                                       |  |
|                                                        |                       | Filippo I d'Assia                  | Anna di Meclemburgo-Schwerin      |  |  |       |  |  |                                     |  |  |                                       |  |
| Anna d'Assia                                           |                       | Filippo I d'Assia                  |                                   |  |  |       |  |  |                                     |  |  |                                       |  |
|                                                        |                       | Cristina di Sassonia               | Ernesto di Sassonia               |  |  |       |  |  |                                     |  |  |                                       |  |
|                                                        |                       | Cristina di Sassonia               | Ernesto di Sassonia               |  |  |       |  |  |                                     |  |  |                                       |  |
|                                                        |                       | Cristina di Sassonia               | Elisabetta di Baviera             |  |  |       |  |  |                                     |  |  |                                       |  |
| Giovanni Federico del Palatinato-Sulzbach-Hilpoltstein |                       | Cristina di Sassonia               |                                   |  |  |       |  |  |                                     |  |  |                                       |  |
|                                                        | Giovanni III di Kleve | Giovanni II di Kleve               |                                   |  |  |       |  |  |                                     |  |  |                                       |  |
|                                                        | Giovanni III di Kleve | Giovanni II di Kleve               |                                   |  |  |       |  |  |                                     |  |  |                                       |  |
|                                                        | Giovanni III di Kleve | Matilde d'Assia                    |                                   |  |  |       |  |  |                                     |  |  |                                       |  |
| Guglielmo di Jülich-Kleve-Berg                         | Giovanni III di Kleve |                                    |                                   |  |  |       |  |  |                                     |  |  |                                       |  |
|                                                        |                       | Maria di Jülich-Berg               | Guglielmo di Jülich-Berg          |  |  |       |  |  |                                     |  |  |                                       |  |
|                                                        |                       | Maria di Jülich-Berg               | Guglielmo di Jülich-Berg          |  |  |       |  |  |                                     |  |  |                                       |  |
|                                                        |                       | Maria di Jülich-Berg               | Sibilla di Hohenzollern           |  |  |       |  |  |                                     |  |  |                                       |  |
| Anna di Jülich-Kleve-Berg                              |                       | Maria di Jülich-Berg               |                                   |  |  |       |  |  |                                     |  |  |                                       |  |
|                                                        |                       | Ferdinando I d'Asburgo             | Filippo I d'Asburgo               |  |  |       |  |  |                                     |  |  |                                       |  |
|                                                        |                       | Ferdinando I d'Asburgo             | Filippo I d'Asburgo               |  |  |       |  |  |                                     |  |  |                                       |  |
|                                                        |                       | Ferdinando I d'Asburgo             | Giovanna di Castiglia             |  |  |       |  |  |                                     |  |  |                                       |  |
| Maria d'Austria                                        |                       | Ferdinando I d'Asburgo             |                                   |  |  |       |  |  |                                     |  |  |                                       |  |
|                                                        |                       | Anna Jagellone                     | Ladislao II d'Ungheria            |  |  |       |  |  |                                     |  |  |                                       |  |
|                                                        |                       | Anna Jagellone                     | Ladislao II d'Ungheria            |  |  |       |  |  |                                     |  |  |                                       |  |
|                                                        |                       | Anna Jagellone                     | Elisabetta d'Asburgo              |  |  |       |  |  |                                     |  |  |                                       |  |
|                                                        |                       | Anna Jagellone                     |                                   |  |  |       |  |  |                                     |  |  |                                       |  |